# Прогрессив-фолк
Прогрессив-фолк (англ. Progressive folk) или просто прог-фолк — музыкальный жанр, который изначально был политизированным типом американской народной музыки. В Великобритании же термин «прог-фолк» применяли в отношении традиционной народной музыки, исполняемой с какими-либо стилистическими, либо тематическими инновациями.

## История

### Происхождение термина
Оригинальное значение термина «прог-фолк» происходит от приверженности исполнителей американского фолк-ривайвла 1930-х к прогрессивизму, по большей части благодаря работе музыковеда Чарльза Сигера. Ключевыми фигурами в развитии прог-фолка в Америке были Пит Сигер и Вуди Гатри, вслед за которыми их дело продолжили в начале 1960-х Боб Дилан и Джоан Баэз Основным направлением в Британии, возникшем из такого непродолжительного явления, как скиффл (1956—1959), стали акустические перепевки американского прог-фолка. Переломным моментом в развитии прог-фолка было появление американской контркультуры и британского андеграунда в середине 1960-х. Термин «прогрессивный» тогда стали применять в отношении психоделической музыки, появившейся на поп-, рок- и фолк-сценах.

### Психоделический фолк
Термин «психоделический» впервые был использован в отношении нью-йоркской фолк-группы The Holy Modal Rounders в 1964 году. В середине 1960-х психоделическая музыка быстро распространилась на фолк-сценах как западного, так и восточного побережья США. В Сан-Франциско появились Kaleidoscope, It's a Beautiful Day и Peanut Butter Conspiracy, в Нью-Йорке − Cat Mother & the All Night Newsboys, в Чикаго − H. P. Lovecraft. Многие из этих групп перешли с фолк-рока на психоделический фолк, последовав примеру группы The Byrds, а в настоящее время к их числу относят также группы Jefferson Airplane, Grateful Dead и Quicksilver Messenger Service.
С середины 1960-х как в США, так и в Великобритании наблюдается всплеск психоделической музыки на фолк и рок-сценах. Под эту волну подпали и особо значимые британские фолк-исполнители, такие как Donovan (с 1966) и Incredible String Band (с 1967). В конце 1960-х и начале 1970-х произошёл короткий расцвет прог-фолка в Великобритании и Ирландии, появились группы Third Ear Band и Quintessence за которыми последовали более абстрактные и с восточным влиянием Comus, Dando Shaft, The Trees, Spirogyra, Forest и Jan Dukes De Grey.

### Фолк-барок
С конца 1950-х в Великобритании возникает целая сеть фолк-клубов, расположенных в основном в городских центрах страны. В начале 1960-х в этих клубах исполняли американскую народную музыку и прог-фолк, однако к середине десятилетия британский фолк стал доминирующим в «политике клубов». Большинство исполнителей занималось психоделической музыкой, однако некоторые из них находились между традиционной и прогрессивной музыкой. Это особенно заметно у Davy Graham, Martin Carthy, Bert Jansch и John Renbourn, которые смешивали различные формы американской музыки с английским фолком, создавая, таким образом, своеобразную форму фингерстайл-гитары, известной под названием «фолк-барок». Музыканты экспериментировали с элементами средневековья, блюза и джаза, в попытке направить британскую музыку на новые неизведанные территории. Возможно, лучшие работы в стиле фолк-барок появились в начале 1970-х у Nick Drake, Tim Buckley и John Martyn.

### Кантри-фолк
Кантри-фолк возник как смесь американского прогрессив-фолка и кантри, после визита Дилана в Нэшвилл, чтобы записать Blonde on Blonde в 1966 году. Развиваясь как более мягкая форма кантри-музыки, с упором на смысловое содержание песен, она продолжала некоторые политические традиции американского прогрессив-фолка, которую в 1970-х исполняли John Denver, Emmylou Harris и прочие.

### Упадок
В начале 1970-х психоделия начала выходить из моды и те фолк-группы, которые не перешли в другие поджанры, в основном распались. Хотя такие исполнители, как Дилан или Баэз со значительным успехом продолжили свою карьеру в 1970-х, американская фолк-музыка начала распадаться со сосредоточением исполнителей на отдельных поджанрах, как блюз, блюграсс или олд-тайм. Термин «прогрессив-фолк» начал выходить из употребления, а его главные темы стали смещаться в «современный фолк», сфокусированный на новых авторах-исполнителях, как, например, Chris Castle, Steve Goodman или John Prine.
В Великобритании фолк-группы начали «электрифицировать» своё звучание, подобно акустическому дуэту Tyrannosaurus Rex, который превратился в электрическую группу T-Rex. Таким образом, прогрессив-фолк оказал значительное влияние на рок-музыку. Другие, вероятно, под влиянием электрик-фолка, разработанного группами Fairport Convention и Steeleye Span, стали исполнять более традиционный материал, в их числе Dando Shaft, Amazing Blondel и Jack the Lad. Примерами групп, которые остались на границе между прогрессив-фолком и прогрессив-роком, являются Comus и более успешная Renaissance, которая объединила фолк и рок с элементами классической музыки.